# 第95回都市対抗野球大会予選
第95回都市対抗野球大会予選は、第95回都市対抗野球大会に出場するチームを決定する予選の結果である。コールドゲーム、延長戦のイニングは記載しない。

## 北海道地区

### 1次予選
- 1回戦

江別ブルーインズ　9-8　TRANSYS
東北海道サンライズ　11-4　伊達聖ヶ丘病院
函館太洋倶楽部　12-5　旭川グレートベアーズ
トッキュウブルーローズ　4-1　小樽野球協会
WEEDしらおい　10-0　オール苫小牧
航空自衛隊千歳　20-1　ブレーブくしろ
帯広倶楽部VICROSS　9-2　札幌倶楽部
北海ブルーウェーブ　4-3　ウイン北広島
- 2回戦

江別ブルーインズ　11-1　東北海道サンライズ
トッキュウブルーローズ　11-4　函館太洋倶楽部
WEEDしらおい　6-3　航空自衛隊千歳
帯広倶楽部VICROSS　11-4　北海ブルーウェーブ
- 3回戦

北海道ガス　16-1　江別ブルーインズ
札幌ホーネッツ　9-2　トッキュウブルーローズ
日本製鉄室蘭シャークス　9-5　WEEDしらおい
JR北海道硬式野球クラブ　13-0　帯広倶楽部VICROSS
- 2次予選進出決定戦①

北海道ガス　4-1　札幌ホーネッツ
日本製鉄室蘭シャークス　1-0　JR北海道硬式野球クラブ
- 2次予選進出決定戦②

JR北海道硬式野球クラブ　8-1　札幌ホーネッツ
- 敗者復活1回戦

トッキュウブルーローズ　14-9　江別ブルーインズ
WEEDしらおい　13-1　帯広倶楽部VICROSS
- 敗者復活2回戦

WEEDしらおい　13-4　トッキュウブルーローズ
- 2次予選進出決定戦③

WEEDしらおい　8-1　札幌ホーネッツ
北海道ガス、日本製鉄室蘭シャークス、 JR北海道硬式野球クラブ、WEEDしらおいが2次予選へ進出

### 2次予選
（札幌市円山球場）
- 代表決定リーグ戦

日本製鉄室蘭シャークス　16-1　WEEDしらおい
北海道ガス　6-1　JR北海道硬式野球クラブ
北海道ガス　2-1　日本製鉄室蘭シャークス
JR北海道硬式野球クラブ　3-2　WEEDしらおい
JR北海道硬式野球クラブ　9-1　日本製鉄室蘭シャークス
北海道ガス　2-1　WEEDしらおい
北海道ガスが本大会へ進出

## 東北地区

### 青森県1次予選
- リーグ戦

弘前アレッズ　7-0　キングブリザード
全弘前倶楽部　10-2　キングブリザード
弘前アレッズ　12-2　全弘前倶楽部
弘前アレッズが東北2次予選へ進出

### 岩手県1次予選
- クラブ予選1回戦

MKSI BC　13-2　オール不来方
一戸桜陵クラブ　9-5　一関ベースボールクラブ
住田硬式野球クラブ　15-11　花巻硬友倶楽部
盛岡球友倶楽部　10-4　高田クラブ
オール江刺　9-2　矢巾硬式クラブ
遠野クラブ　10-9　宮古倶楽部
盛友クラブ　9-6　釜石野球団
久慈クラブ　21-0　北上REDS
- クラブ予選2回戦

一戸桜陵クラブ　9-8　MKSI BC
盛岡球友倶楽部　25-4　住田硬式野球クラブ
オール江刺　14-0　遠野クラブ
盛友クラブ　18-9　久慈クラブ
- 1回戦

トヨタ自動車東日本　7-0　盛岡球友倶楽部
盛友クラブ　8-0　赤崎野球クラブ
JR盛岡　13-2　一戸桜陵クラブ
水沢駒形野球倶楽部　9-8　オール江刺
- 準決勝（代表決定戦）

トヨタ自動車東日本　27-0　盛友クラブ
JR盛岡　5-2　水沢駒形野球倶楽部
- 第3代表決定戦

水沢駒形野球倶楽部　15-2　盛友クラブ
- 決勝

トヨタ自動車東日本　7-1　JR盛岡
トヨタ自動車東日本、JR盛岡、水沢駒形野球倶楽部が東北2次予選へ進出

### 秋田県1次予選
- 1回戦

大曲ベースボールクラブ　15-14　秋田ベースボールクラブ
互大設備ダイヤモンドクラブ　13-7　秋田GLANZ
- 2回戦

JR秋田　12-0　大曲ベースボールクラブ
能代松陵クラブ　12-7　秋田王冠クラブ
ゴールデンリバース　8-6　由利本荘ベースボールクラブ
TDK　23-0　互大設備ダイヤモンドクラブ
- 準決勝（代表決定戦）

JR秋田　12-1　能代松陵クラブ
TDK　12-2　ゴールデンリバース
- 決勝

TDK　9-3　JR秋田
TDK、JR秋田が東北2次予選へ進出

### 宮城県1次予選
- 1回戦

ハクサン　6-5　TFUクラブ
- 2回戦

日本製紙石巻　19-0　ハクサン
七十七銀行　9-0　大崎トリプルクラウン
JR東日本東北　20-0　青葉クラブ
東北マークス　19-0　石巻日和倶楽部
- 準決勝（代表決定戦）

日本製紙石巻　5-2　七十七銀行
JR東日本東北　11-3　東北マークス
- 第3代表決定戦

七十七銀行　7-1　東北マークス
- 決勝

日本製紙石巻　8-2　JR東日本東北
日本製紙石巻、JR東日本東北、七十七銀行が東北2次予選へ進出

### 山形県1次予選
- 1回戦

B-net/yamagata　7-3　新庄球友クラブ
片山商会BC　2-0　鶴岡野球クラブ
- 代表決定戦

B-net/yamagata　11-0　片山商会BC
B-net/yamagataが東北2次予選へ進出

### 福島県1次予選
- 1回戦

EKC 習志野SEALS　8-0　ALL北嶺
全白河野球クラブ　18-11　小峰クラブ
- 2回戦

EKC 習志野SEALS　20-3　いわき菊田クラブ
エフコムベースボールクラブ　10-1　郡山BBC
オールいわきクラブ　14-5　FKC
全白河野球クラブ　不戦勝　川俣クラブ
- 準決勝（代表決定戦）

エフコムベースボールクラブ　3-0　EKC 習志野SEALS
オールいわきクラブ　11-1　全白河野球クラブ
- 決勝

エフコムベースボールクラブ　8-1　オールいわきクラブ
エフコムベースボールクラブ、オールいわきクラブが東北2次予選へ進出

### 東北2次予選
（きたぎんボールパーク、花巻球場）
- 1回戦

JR秋田　11-9　弘前アレッズ
七十七銀行　3-2　エフコムベースボールクラブ
JR盛岡　17-0　オールいわきクラブ
水沢駒形野球倶楽部　8-2　B-net/yamagata
- 2回戦

日本製紙石巻　11-0　JR秋田
七十七銀行　10-2　トヨタ自動車東日本
TDK　4-0　JR盛岡
JR東日本東北　13-0　水沢駒形野球倶楽部
- 準決勝

七十七銀行　5-2　日本製紙石巻
JR東日本東北　4-3　TDK
- 第1代表決定戦

JR東日本東北　7-4　七十七銀行
- 敗者復活1回戦

JR盛岡　8-2　弘前アレッズ
水沢駒形野球倶楽部　6-5　エフコムベースボールクラブ
JR秋田　11-4　オールいわきクラブ
B-net/yamagata　3-2　トヨタ自動車東日本
- 敗者復活2回戦

水沢駒形野球倶楽部　4-3　JR盛岡
JR秋田　13-3　B-net/yamagata
- 敗者復活3回戦

日本製紙石巻　13-2　水沢駒形野球倶楽部
TDK　3-0　JR秋田
- 敗者復活4回戦

日本製紙石巻　9-1　TDK
- 第2代表決定戦

日本製紙石巻　9-8　七十七銀行
JR東日本東北、日本製紙石巻が本大会へ進出

## 北信越地区

### 長野県1次予選
- 1回戦

佐久コスモスターズ硬式野球クラブ　7-0　上田硬式野球倶楽部
千曲川硬式野球クラブ　25-0　長野好球倶楽部
- 準決勝（代表決定戦）

信越硬式野球クラブ　15-0　佐久コスモスターズ硬式野球クラブ
千曲川硬式野球クラブ　7-0　FedEx
- 第3代表決定戦

FedEx　12-0　佐久コスモスターズ硬式野球クラブ
- 決勝

信越硬式野球クラブ　5-1　千曲川硬式野球クラブ
信越硬式野球クラブ、千曲川硬式野球クラブ、FedExが北信越2次予選へ進出

### 新潟県1次予選
- 1回戦

JR新潟　5-4　新潟クラブ野球団
- 準決勝（代表決定戦）

新潟コンマーシャル倶楽部　21-0　佐渡軍団
バイタルネット　26-0　JR新潟
- 決勝

バイタルネット　10-2　新潟コンマーシャル倶楽部
バイタルネット、新潟コンマーシャル倶楽部が北信越2次予選へ進出

### 富山・石川1次予選
- 1回戦

富山ベースボールクラブ　5-4　Hard Ball Club 金沢
- 準決勝（代表決定戦）

ロキテクノ富山　15-0　富山ベースボールクラブ
伏木海陸運送　16-3　IMF BANDITS富山
- 第3代表決定戦

IMF BANDITS富山　13-1　富山ベースボールクラブ
- 決勝

伏木海陸運送　1-0　ロキテクノ富山
伏木海陸運送、ロキテクノ富山、IMF BANDITS富山が北信越2次予選へ進出

### 北信越2次予選
（富山市民球場、県営富山野球場）
- 1回戦

IMF BANDITS富山　3-1　バイタルネット
FedEx　6-3　信越硬式野球クラブ
伏木海陸運送　4-0　ロキテクノ富山
千曲川硬式野球クラブ　14-3　新潟コンマーシャル倶楽部
- 準決勝

FedEx　3-2　IMF BANDITS富山
伏木海陸運送　10-0　千曲川硬式野球クラブ
- 代表決定戦

伏木海陸運送　8-5　FedEx
伏木海陸運送が本大会へ進出

## 北関東地区

### 茨城県1次予選
- 1回戦

大宮クラブ　2-1　鹿島レインボーズ
全神栖硬式野球クラブ　5-4　Tsukuba Club
全鹿嶋野球俱楽部　6-5　全水戸野球クラブ
アゲインベースボールクラブ　2-1　オール日立ドリームス
- 2回戦

茨城トヨペット　7-0　大宮クラブ
JR水戸　8-0　全神栖硬式野球クラブ
茨城日産　2-1　全鹿嶋野球クラブ
茨城ゴールデンゴールズ　8-0　アゲインベースボールクラブ
- 3回戦（代表決定戦）

茨城トヨペット　2-1　JR水戸
茨城日産　6-0　茨城ゴールデンゴールズ
- 代表順位決定トーナメント

日立製作所　5-0　茨城日産
日本製鉄鹿島　6-5　茨城トヨペット
- 第3、第4代表決定戦

茨城日産　8-1　茨城トヨペット
- 第1、第2代表決定戦

日立製作所　4-3　日本製鉄鹿島
日立製作所、日本製鉄鹿島、茨城日産、茨城トヨペットが北関東2次予選へ進出

### 栃木県1次予選
- 1回戦

鹿沼39　8-0　UKクラブ
宇都宮大学OB野球クラブ　11-9　全那北硬式野球クラブ
- 2回戦

鹿沼39　6-1　宇都宮大学OB野球クラブ
全足利クラブ　16-1　全栃木野球クラブ
コットンウェイ硬式野球倶楽部　9-1　TSK宇都宮
- 準決勝（代表決定戦）

エイジェック　14-0　鹿沼39
全足利クラブ　7-0　コットンウェイ硬式野球倶楽部
- 決勝

エイジェック　5-1　全足利クラブ
エイジェック、全足利クラブが北関東2次予選へ進出

### 群馬県1次予選
- 1回戦

太田暁工業硬式野球クラブ　7-5　伊勢崎硬建クラブ
太田球友硬式野球倶楽部　9-0　オール高崎野球倶楽部
- 準決勝（代表決定戦）

太田球友硬式野球倶楽部　11-10　太田暁工業硬式野球クラブ
- 決勝

SUBARU　9-2　太田球友硬式野球倶楽部
SUBARU、太田球友硬式野球倶楽部が北関東2次予選へ進出

### 北関東2次予選
（太田市運動公園野球場）
- 1回戦

SUBARU　4-2　茨城トヨペット
日本製鉄鹿島　7-0　全足利クラブ
エイジェック　3-1　茨城日産
日立製作所　13-1　太田球友硬式野球倶楽部
- 準決勝

SUBARU　2-0　日本製鉄鹿島
エイジェック　3-2　日立製作所
- 第1代表決定戦

エイジェック　4-1　SUBARU
- 敗者復活1回戦

茨城トヨペット　5-0　全足利クラブ
茨城日産　8-5　太田球友硬式野球倶楽部
- 敗者復活2回戦

茨城トヨペット　3-1　日立製作所
茨城日産　3-2　日本製鉄鹿島
- 敗者復活3回戦

茨城日産　6-4　茨城トヨペット
- 第2代表決定戦

SUBARU　4-3　茨城日産
エイジェック、SUBARUが本大会へ進出

## 南関東地区

### 埼玉県1次予選
- クラブ1回戦

レジェンズ　5-1　全三郷硬式野球部
新座ダイヤモンドドッグス　6-5　熊谷ZEROベースボールクラブ
川口ゴールデンドリームス　8-7　全浦和野球団
都幾川倶楽部野球団　8-4　一球幸魂倶楽部
- クラブ2回戦

新波　5-1　レジェンズ
INVENTIVE　7-0　新座ダイヤモンドドッグス
川口ゴールデンドリームス　7-6　全大宮野球団
所沢グリーンベースボールクラブ　10-8　都幾川倶楽部野球団
- クラブ準決勝

新波　5-1　INVENTIVE
所沢グリーンベースボールクラブ　13-5　川口ゴールデンドリームス
- クラブ決勝

新波　4-3　所沢グリーンベースボールクラブ
- 1回戦（代表決定戦）

SUNホールディングスEAST　7-2　新波
オールフロンティア　3-0　所沢グリーンベースボールクラブ
- 準決勝

日本通運　19-0　SUNホールディングスEAST
テイ・エス テック　10-3　オールフロンティア
- 第3、第4代表決定戦

オールフロンティア　2-1　SUNホールディングスEAST
- 第1、第2代表決定戦

日本通運　4-0　テイ・エス テック
日本通運、テイ・エス テック、オールフロンティア、SUNホールディングスEASTが南関東2次予選へ進出

### 千葉県1次予選
- 1次1回戦

ハナマウイ　10-0　BIG WINGS印西
八千代Ageベースボールクラブ　4-0　ヌーベルベースボールクラブ
サウザンリーフ市原　13-4　oceans
YBC柏　10-1　千葉熱血MAKING
- 1次準決勝

ハナマウイ　8-1　八千代Ageベースボールクラブ
YBC柏　8-1　サウザンリーフ市原
- 1次3位決定戦

サウザンリーフ市原　6-1　八千代Ageベースボールクラブ
- 1次決勝

YBC柏　12-8　ハナマウイ
- 2次1回戦

YBC柏　2-1　サウザンリーフ市原
ハナマウイ　16-7　JR千葉
- 2次準決勝（代表決定戦）

JFE東日本　10-0　YBC柏
日本製鉄かずさマジック　12-6　ハナマウイ
- 2次決勝

JFE東日本　4-2　日本製鉄かずさマジック
- 2次敗者復活1回戦（代表決定戦）

YBC柏　9-2　JR千葉
ハナマウイ　10-0　サウザンリーフ市原
- 2次敗者復活決勝

ハナマウイ　4-3　YBC柏
JFE東日本、日本製鉄かずさマジック、YBC柏、ハナマウイが南関東2次予選へ進出

### 南関東2次予選
（埼玉県営大宮公園野球場）
- 1回戦

日本通運　12-0　YBC柏
日本製鉄かずさマジック　3-2　オールフロンティア
テイ・エス テック　5-4　ハナマウイ
JFE東日本　14-0　SUNホールディングスEAST
- 準決勝

日本通運　6-3　日本製鉄かずさマジック
JFE東日本　7-0　テイ・エス テック
- 第1代表決定戦

日本通運　8-4　JFE東日本
- 敗者復活1回戦

オールフロンティア　13-7　YBC柏
SUNホールディングスEAST　5-1　ハナマウイ
- 敗者復活2回戦

オールフロンティア　5-3　テイ・エス テック
日本製鉄かずさマジック　10-0　SUNホールディングスEAST
- 敗者復活3回戦

日本製鉄かずさマジック　8-3　オールフロンティア
- 第2代表決定戦

日本製鉄かずさマジック　6-0　JFE東日本
- 第3代表決定戦

JFE東日本　5-1　オールフロンティア
日本通運、日本製鉄かずさマジック、JFE東日本が本大会へ進出

## 東京地区

### 1次予選
- 1回戦

エスプライド　13-2　東京弥生クラブ
Nbuy　3-1　武蔵野クラブ
ゴールドジムベースボールクラブ　8-3　東京好球倶楽部
REVENGE99　11-1　Hogrel baseball club
西多摩倶楽部　6-2　全調布硬式野球倶楽部
警視庁野球部　6-3　東京LBC
- 2回戦

TOKYO METS　8-7　エスプライド
ゴールドジムベースボールクラブ　2-0　Nbuy
REVENGE99　10-2　西多摩倶楽部
全府中野球倶楽部　11-2　警視庁野球部
- 3回戦（代表決定戦）

ゴールドジムベースボールクラブ　5-3　TOKYO METS
REVENGE99　7-0　全府中野球倶楽部
ゴールドジムベースボールクラブ、REVENGE99が2次予選へ進出

### 2次予選
（明治神宮野球場、大田スタジアム）
- 第1代表決定トーナメント1回戦

Honda　10-0　REVENGE99
ゴールドジムベースボールクラブ　7-6　セガサミー
- 第1代表決定トーナメント2回戦

東京ガス　4-3　Honda
明治安田生命　5-2　JPアセット証券
JR東日本　6-2　鷺宮製作所
NTT東日本　8-0　ゴールドジムベースボールクラブ
- 第1代表決定トーナメント準決勝

東京ガス　2-0　明治安田生命
NTT東日本　5-4　JR東日本
- 第1代表決定戦

NTT東日本　7-2　東京ガス
- 第2代表決定トーナメント1回戦

明治安田生命　2-1　JR東日本
- 第2代表決定戦

明治安田生命　5-1　東京ガス
（敗者復活）
- 第3代表決定トーナメント1回戦

REVENGE99　6-5　ゴールドジムベースボールクラブ（敗退）
Honda　5-1　セガサミー（敗退）
- 第3代表決定トーナメント2回戦

JPアセット証券　3-0　REVENGE99
Honda　4-3　鷺宮製作所
- 第3代表決定トーナメント3回戦

JPアセット証券　1-0　Honda
- 第3代表決定トーナメント準決勝

JR東日本　9-2　JPアセット証券
- 第3代表決定戦

東京ガス　5-4　JR東日本
（敗者再復活）
- 第4代表決定トーナメント1回戦

鷺宮製作所　6-1　REVENGE99
- 第4代表決定トーナメント2回戦

鷺宮製作所　2-1　Honda
- 第4代表決定トーナメント準決勝

JPアセット証券　3-2　鷺宮製作所
- 第4代表決定戦

JR東日本　6-2　JPアセット証券
NTT東日本、明治安田生命、東京ガス、JR東日本が本大会へ進出

## 西関東地区

### 神奈川県1次予選
- 1回戦

京浜野球倶楽部　11-7　相模原クラブ
横浜金港クラブ　7-0　湘南ひらつかマルユウベースボールクラブ
茅ヶ崎サザンカイツ　5-3　WIEN BASEBALL CLUB
リベラック小田原　13-0　国際総合伊勢原クラブ
- 2回戦（代表決定戦）

横浜中央クラブ　10-5　京浜野球倶楽部
横浜金港クラブ　4-0　横浜球友クラブ
茅ヶ崎サザンカイツ　8-4　横浜ベイブルース
リベラック小田原　6-2　全川崎クラブ
- 準決勝

横浜金港クラブ　9-2　横浜中央クラブ
茅ヶ崎サザンカイツ　3-1　リベラック小田原
- 決勝

横浜金港クラブ　3-1　茅ヶ崎サザンカイツ
横浜金港クラブ、茅ヶ崎サザンカイツ、横浜中央クラブ、リベラック小田原が西関東2次予選へ進出

### 山梨県1次予選
- 1回戦

山梨球友クラブ　11-2　Arts International Club
TUKUMO BASEBALL CLUB　6-1　桂倶楽部
南アルプス硬式野球クラブ　7-3　甲斐府中クラブ
- 準決勝（代表決定戦）

B-NEXT　4-0　山梨球友クラブ
南アルプス硬式野球クラブ　6-3　TUKUMO BASEBALL CLUB
- 決勝

B-NEXT　12-5　南アルプス硬式野球クラブ
B-NEXT、南アルプス硬式野球倶楽部が西関東2次予選へ進出

### 西関東2次予選
（横浜スタジアム、川崎市等々力球場）
- 1回戦

茅ヶ崎サザンカイツ　9-0　横浜中央クラブ
リベラック小田原　8-3　B-NEXT
横浜金港クラブ　4-3　南アルプス硬式野球倶楽部
- 2回戦

ENEOS　12-0　茅ヶ崎サザンカイツ
三菱重工East　10-0　リベラック小田原
東芝　13-1　横浜金港クラブ
- 代表決定リーグ戦

三菱重工East　4-2　ENEOS
三菱重工East　11-6　東芝
ENEOS　8-2　東芝
三菱重工East、ENEOSが本大会へ進出

## 東海地区

### 静岡県1次予選
- 1回戦

静岡硬式野球倶楽部　3-2　ヤマハ発動機野球部
山岸ロジスターズ　5-1　浜松ケイ・スポーツBC
- 準決勝

静岡硬式野球倶楽部　12-4　富士クラブ
山岸ロジスターズ　2-1　焼津マリーンズ
- 代表決定戦

静岡硬式野球倶楽部　6-4　山岸ロジスターズ
静岡硬式野球倶楽部が東海2次予選へ進出、山岸ロジスターズは東海1次予選に出場

### 愛知県1次予選
- 1回戦

矢場とんブースターズ　10-1　CENTRAL ARCH
BASEBALL ONE BLITZ　5-3　ジェイグループ
- 準決勝

矢場とんブースターズ　9-1 愛知ベースボール倶楽部
BASEBALL ONE BLITZ　3-2　TJクラブ
- 代表決定戦

矢場とんブースターズ　3-1　BASEBALL ONE BLITZ
矢場とんブースターズが東海2次予選へ進出、BASEBALL ONE BLITZは東海1次予選に出場

### 岐阜・三重1次予選
- 1回戦

三重高虎B.C　6-1　岐阜硬式野球倶楽部
日本プロスポーツ専門学校　16-6　奥伊勢クラブ
- 代表決定戦

日本プロスポーツ専門学校　8-7　三重高虎B.C
日本プロスポーツ専門学校が東海2次予選へ進出、三重高虎B.Cは東海1次予選に出場

### 東海1次予選
- リーグ戦

BASEBALL ONE BLITZ　5-1　三重高虎B.C
山岸ロジスターズ　9-6　三重高虎B.C
山岸ロジスターズ　4-0　BASEBALL ONE BLITZ
山岸ロジスターズが東海2次予選へ進出

### 東海2次予選
（岡崎レッドダイヤモンドスタジアム）
トヨタ自動車は推薦（前回大会優勝）により予選免除
- 第1代表決定トーナメント1回戦

東邦ガス　2-0　矢場とんブースターズ
三菱自動車岡崎　7-1　ジェイプロジェクト
日本製鉄東海REX　17-0　日本プロスポーツ専門学校
西濃運輸　4-0　山岸ロジスターズ
ヤマハ　6-2　王子
Honda鈴鹿　11-1　静岡硬式野球倶楽部
- 第1代表決定トーナメント2回戦

東邦ガス　6-5　東海理化
三菱自動車岡崎　2-0　日本製鉄東海REX
ヤマハ　7-3　西濃運輸
Honda鈴鹿　2-1　JR東海
- 第1代表決定トーナメント準決勝

三菱自動車岡崎　3-0　東邦ガス
ヤマハ　3-2　Honda鈴鹿
- 第1代表決定戦

ヤマハ　4-3　三菱自動車岡崎
（敗者復活）
- 第2代表決定トーナメント1回戦

東邦ガス　7-3　Honda鈴鹿
- 第3代表決定トーナメント1回戦

ジェイプロジェクト　3-2　矢場とんブースターズ（敗退）
王子　6-1　静岡硬式野球俱楽部（敗退）
- 第3代表決定トーナメント2回戦

東海理化　4-3　ジェイプロジェクト
西濃運輸　15-0　日本プロスポーツ専門学校（敗退）
JR東海　11-2　山岸ロジスターズ（敗退）
王子　2-1　日本製鉄東海REX
- 第3代表決定トーナメント準決勝

西濃運輸　3-2　東海理化
王子　2-0　JR東海
- 第2代表決定戦

三菱自動車岡崎　8-4　東邦ガス
- 第3代表決定戦

王子　6-1　西濃運輸
（敗者再復活）
- 第4代表決定トーナメント1回戦

東海理化　1-0　JR東海
- 第4代表決定トーナメント準決勝

東海理化　1-0　Honda鈴鹿
- 第6代表決定トーナメント1回戦

日本製鉄東海REX　2-0　ジェイプロジェクト
- 第6代表決定トーナメント2回戦

JR東海　4-3　日本製鉄東海REX
- 第6代表決定トーナメント準決勝

JR東海　4-2　Honda鈴鹿
- 第4代表決定戦

東邦ガス　7-3　東海理化
- 第5代表決定戦

西濃運輸　7-0　東海理化
- 第6代表決定戦

東海理化　4-1　JR東海
ヤマハ、三菱自動車岡崎、王子、東邦ガス、西濃運輸、東海理化が本大会へ進出

## 近畿地区

### 滋賀県1次予選
- 1回戦

全大津野球団　6-1　瀬田クラブ
- 準決勝

ルネス紅葉スポーツ柔整専門学校　15-2　全大津野球団
OBC高島　10-0　湖南ベースボールクラブ
- 代表決定戦

OBC高島　5-0　ルネス紅葉スポーツ柔整専門学校
OBC高島が京都・滋賀・奈良1次予選へ進出

### 京都府1次予選
- 1回戦

山城ベースボールクラブ　10-9　DBグラッズ
- 2回戦

島津製作所　9-1　山城ベースボールクラブ
京都城陽ファイアーバーズ　11-8　B－BACKS
三菱自動車京都ダイヤフェニックス　8-1　京都フルカウンツ
京都ジャスティス　9-0　宇治ベースボールクラブ
- 準決勝

島津製作所　5-2　京都城陽ファイアーバーズ
三菱自動車京都ダイヤフェニックス　16-0　京都ジャスティス
- 代表決定戦

島津製作所　5-1　三菱自動車京都ダイヤフェニックス
島津製作所が京都・滋賀・奈良1次予選へ進出

### 奈良県1次予選
- 1回戦

NARA Ambitions club　7-1　NineForce
奈良Jメンテナンス野球クラブ　7-0　帝塚山大学OBクラブ
- 2回戦

大和高田クラブ　7-0　NARA Ambitions club
SUNホールディングスWEST　4-0　奈良Friend BASEBALL CLUB
奈良Jメンテナンス野球クラブ　7-0　関西HANG硬式野球団
GXAジェッツ　8-1　一城クラブ
- 準決勝

大和高田クラブ　12-3　SUNホールディングスWEST
奈良Jメンテナンス野球クラブ　9-2　GXAジェッツ
- 代表決定戦

大和高田クラブ　5-0　奈良Jメンテナンス野球クラブ
大和高田クラブが京都・滋賀・奈良1次予選へ進出

### 京都・滋賀・奈良1次予選
- リーグ戦

OBC高島　6-0　島津製作所
大和高田クラブ　14-2　島津製作所
大和高田クラブ　6-0　OBC高島
大和高田クラブ、OBC高島が近畿2次予選へ進出

### 大阪・和歌山1次予選
- 1回戦

大阪ホークスドリーム　5-0　泉州大阪野球団
- 2回戦

履正社スポーツ専門学校　8-1　 八尾ベースボールクラブ
マツゲン箕島硬式野球部　9-2　大阪ホークスドリーム
関西硬式野球クラブ　3-0　履正社ベースボールクラブ
NSBベースボールクラブ　6-5　大阪ウイング硬式野球クラブ
- 準決勝

マツゲン箕島硬式野球部　8-2　履正社スポーツ専門学校
NSBベースボールクラブ　11-10　関西硬式野球クラブ
- 代表決定戦

マツゲン箕島硬式野球部　1-0　NSBベースボールクラブ
マツゲン箕島硬式野球部が近畿2次予選へ進出

### 兵庫県1次予選
- 1回戦

YBSホールディングス　4-0　ジェイエフエフシステムズ
NOMOベースボールクラブ　2-0　JRSレールスターズ
兵庫県警察硬式野球部県警桃太郎　19-3　KC兵庫
関メディベースボール学院　4-3　アスミビルダーズ
- 準決勝（代表決定戦）

YBSホールディングス　7-1　NOMOベースボールクラブ
兵庫県警察硬式野球部県警桃太郎　2-1　関メディベースボール学院
- 決勝

YBSホールディングス　4-3　兵庫県警察硬式野球部県警桃太郎
YBSホールディングス、兵庫県警察硬式野球部県警桃太郎が近畿2次予選へ進出

### 近畿2次予選
（わかさスタジアム京都、大阪シティ信用金庫スタジアム）
（1回戦の敗者は敗者復活②へ、それ以外の敗者は敗者復活①へ）
- 第1代表決定トーナメント1回戦

日本製鉄瀬戸内　3-0　マツゲン箕島硬式野球部
日本新薬　11-1　 大和高田クラブ
パナソニック　10-4　兵庫県警察硬式野球部県警桃太郎
ミキハウス　11-4　YBSホールディングス
ニチダイ　7-5　大阪ガス
日本生命　19-0　OBC高島
- 第1代表決定トーナメント2回戦

日本製鉄瀬戸内　2-1　NTT西日本
日本新薬　4-0　パナソニック
ミキハウス　9-1　ニチダイ
日本生命　2-0　三菱重工West
- 第1代表決定トーナメント準決勝

日本製鉄瀬戸内　3-2　日本新薬
日本生命　9-1　ミキハウス
- 第1代表決定戦

日本生命　4-3　日本製鉄瀬戸内
（敗者復活①）
- 第2代表決定トーナメント1回戦

ミキハウス　6-4　日本新薬
- 第3代表決定トーナメント1回戦

NTT西日本　8-2　パナソニック
三菱重工West　6-1　ニチダイ
- 第3代表決定トーナメント準決勝

三菱重工West　4-1　NTT西日本（第5代表決定トーナメント1回戦へ）
- 第2代表決定戦

ミキハウス　4-0　日本製鉄瀬戸内
- 第3代表決定戦

三菱重工West　6-2　日本製鉄瀬戸内
（敗者復活②）
- 第4代表決定トーナメント1回戦

マツゲン箕島硬式野球部　3-0　兵庫県警察硬式野球部県警桃太郎
YBSホールディングス　3-0　OBC高島
- 第4代表決定トーナメント2回戦

マツゲン箕島硬式野球部　6-5　大和高田クラブ
大阪ガス　7-1　YBSホールディングス
- 第4代表決定トーナメント3回戦

ニチダイ　4-2　マツゲン箕島硬式野球部
大阪ガス　6-3　パナソニック
- 第4代表決定トーナメント4回戦

大阪ガス　13-5　ニチダイ
- 第4代表決定トーナメント準決勝

大阪ガス　6-4　日本新薬
- 第5代表決定トーナメント1回戦

NTT西日本　7-2　日本新薬
- 第4代表決定戦

日本製鉄瀬戸内　1-0　大阪ガス
- 第5代表決定戦

NTT西日本　6-3　大阪ガス
日本生命、ミキハウス、三菱重工West、日本製鉄瀬戸内、NTT西日本が本大会へ進出

## 中国地区

### 広島県1次予選
- 1回戦

三原ヤッサベースボールクラブ　1-0　福山ローズファイターズ
- 2回戦（代表決定戦）

JFE西日本　26-0　三原ヤッサベースボールクラブ
ツネイシブルーパイレーツ　3-0　広島鯉城クラブ
伯和ビクトリーズ　7-0　MSH医療専門学校
JR西日本　16-0　広島ベースボールクラブ
- 準決勝

JFE西日本　6-3　ツネイシブルーパイレーツ
伯和ビクトリーズ　9-6　JR西日本
- 決勝

JFE西日本　12-0　伯和ビクトリーズ
- 敗者復活1回戦

福山ローズファイターズ　15-7　広島鯉城クラブ
- 敗者復活2回戦

福山ローズファイターズ　4-1　広島ベースボールクラブ
三原ヤッサベースボールクラブ　8-1　MSH医療専門学校
- 敗者復活代表決定戦

三原ヤッサベースボールクラブ　2-1　福山ローズファイターズ
JFE西日本、伯和ビクトリーズ、ツネイシブルーパイレーツ、JR西日本、三原ヤッサベースボールクラブが中国2次予選へ進出

### 山口県1次予選
- 1回戦

山口防府ベースボールクラブ　3-2　航空自衛隊防府クラブ
日鉄ステンレス　12-1　岩国五橋クラブ
- 代表決定戦

日鉄ステンレス　27-1　航空自衛隊防府クラブ
日鉄ステンレスが中国2次予選へ進出

### 岡山・島根1次予選
- 1回戦

ショウワコーポレーション　8-1　倉敷ピーチジャックス
- 準決勝

ショウワコーポレーション　5-3　シティライト岡山
三菱自動車倉敷オーシャンズ　7-0　MJG島根
- 代表決定戦

三菱自動車倉敷オーシャンズ　2-1　ショウワコーポレーション
- 敗者復活1回戦

倉敷ピーチジャックス　11-9　MJG島根
- 敗者復活2回戦

シティライト岡山　15-0　倉敷ピーチジャックス
- 敗者復活代表決定戦

シティライト岡山　3-0　ショウワコーポレーション
三菱自動車倉敷オーシャンズ、シティライト岡山が中国2次予選へ進出

### 中国2次予選
（津田恒実メモリアルスタジアム）
- 1回戦

JR西日本　5-2　三菱自動車倉敷オーシャンズ
伯和ビクトリーズ　6-2　三原ヤッサベースボールクラブ
JFE西日本　15-5　ツネイシブルーパイレーツ
日鉄ステンレス　7-1　シティライト岡山
- 準決勝

JR西日本　3-2　伯和ビクトリーズ
JFE西日本　2-1　日鉄ステンレス
- 第1代表決定戦

JR西日本　9-1　JFE西日本
- 敗者復活1回戦

三菱自動車倉敷オーシャンズ　3-0　三原ヤッサベースボールクラブ
ツネイシブルーパイレーツ　3-1　シティライト岡山
- 敗者復活2回戦

日鉄ステンレス　4-3　三菱自動車倉敷オーシャンズ
伯和ビクトリーズ　3-0　ツネイシブルーパイレーツ
- 敗者復活3回戦

伯和ビクトリーズ　6-5　日鉄ステンレス
- 第2代表決定戦

JFE西日本　4-3　伯和ビクトリーズ
JR西日本、JFE西日本が本大会へ進出

## 四国地区

### 1次予選
- リーグ戦

JR四国　4-0　徳島野球倶楽部
四国銀行　9-1　アークバリア
松山フェニックス　3-2　アークバリア
四国銀行　6-0　JR四国
JR四国　3-2　アークバリア
松山フェニックス　9-2　徳島野球倶楽部
四国銀行　8-0　徳島野球倶楽部
JR四国　6-1　松山フェニックス
四国銀行　7-1　松山フェニックス
アークバリア　9-5　徳島野球倶楽部
四国銀行、JR四国、松山フェニックス、アークバリアが四国2次予選へ進出

### 2次予選
（坊っちゃんスタジアム）
- 準決勝

四国銀行　12-1　アークバリア
JR四国　6-3　松山フェニックス
- 代表決定戦

四国銀行　6-1　JR四国
四国銀行が本大会へ進出

## 九州地区

### 福岡県1次予選
- 1回戦

KMGホールディングス　7-2　GENESIS
沖データコンピュータ教育学院　7-1　REXパワーズ
日産自動車九州　9-1　ARC九州
JR九州　1-0　嘉麻市バーニングヒーローズ
- 代表決定戦

KMGホールディングス　10-0　沖データコンピュータ教育学院
JR九州　3-2　日産自動車九州
- 敗者復活代表決定戦

沖データコンピュータ教育学院　2-1　日産自動車九州
KMGホールディングス、JR九州、沖データコンピュータ教育学院が九州2次予選へ進出

### 中九州1次予選
- 1回戦

日本製鉄九州大分　20-0 　佐賀魂
熊本ゴールデンラークス　8-2　九州工科自動車専門学校
大福ロジスティクス　4-1　BEZEL
- 代表決定戦

日本製鉄九州大分　14-1　九州総合スポーツカレッジ
熊本ゴールデンラークス　5-3　大福ロジスティクス
- 敗者復活1回戦

九州工科自動車専門学校　12-1　佐賀魂
- 敗者復活2回戦

九州工科自動車専門学校　不戦勝　BEZEL
大福ロジスティクス　9-1　九州総合スポーツカレッジ
- 敗者復活代表決定戦

大福ロジスティクス　7-5　九州工科自動車専門学校
日本製鉄九州大分、熊本ゴールデンラークス、大福ロジスティクスが九州2次予選へ進出

### 南九州1次予選
- 1回戦

新海屋　8-1　薩摩ライジング
- 準決勝

宮崎梅田学園　2-1　新海屋
鹿児島ドリームウェーブ　9-3　宮崎福祉医療カレッジ
- 代表決定戦

宮崎梅田学園　9-0　鹿児島ドリームウェーブ
宮崎梅田学園が九州2次予選へ進出

### 沖縄県1次予選
- 1回戦

シンバネットワークアーマンズベースボールクラブ　16-0　クリード安仁屋ベースボールクラブ
エナジック　1-0　てるクリニック
- 代表決定戦

沖縄電力　15-3　シンバネットワークアーマンズベースボールクラブ
エナジック　6-1　ビッグ開発ベースボールクラブ
- 敗者復活1回戦

ビッグ開発ベースボールクラブ　14-0　クリード安仁屋ベースボールクラブ
シンバネットワークアーマンズベースボールクラブ　11-1　てるクリニック
- 敗者復活代表決定戦

シンバネットワークアーマンズベースボールクラブ　2-1　ビッグ開発ベースボールクラブ
沖縄電力、エナジック、シンバネットワークアーマンズベースボールクラブが九州2次予選へ進出

### 九州2次予選
（沖縄セルラースタジアム那覇、北谷公園野球場）
- 1回戦

エナジック　10-6　JR九州
宮崎梅田学園　3-1　熊本ゴールデンラークス
日本製鉄九州大分　4-1　沖データコンピュータ教育学院
大福ロジスティクス　5-0　シンバネットワークアーマンズベースボールクラブ
- 2回戦

Honda熊本　3-0　エナジック
沖縄電力　2-1　宮崎梅田学園
KMGホールディングス　12-2　日本製鉄九州大分
西部ガス　10-2　大福ロジスティクス
- 準決勝

沖縄電力　2-1　Honda熊本
KMGホールディングス　8-1　西部ガス
- 第1代表決定戦

KMGホールディングス　6-1　沖縄電力
- 敗者復活1回戦

JR九州　7-3　日本製鉄九州大分
熊本ゴールデンラークス　4-1　大福ロジスティクス
沖データコンピュータ教育学院　3-0　エナジック
宮崎梅田学園　7-1　シンバネットワークアーマンズベースボールクラブ
- 敗者復活2回戦

JR九州　4-3　熊本ゴールデンラークス
宮崎梅田学園　4-3　沖データコンピュータ教育学院
- 敗者復活3回戦

Honda熊本　5-3　JR九州
西部ガス　8-4　宮崎梅田学園
- 敗者復活4回戦

西部ガス　9-2　Honda熊本
- 第2代表決定戦

沖縄電力　6-1　西部ガス
KMGホールディングス、沖縄電力が本大会へ進出